# Anjugramam
Anjugramam è una suddivisione dell'India, classificata come town panchayat, di 9.355 abitanti, situata nel distretto di Kanyakumari, nello stato federato del Tamil Nadu. In base al numero di abitanti la città rientra nella classe V (da 5.000 a 9.999 persone).

## Geografia fisica
La città è situata a 08° 07' 35 N e 77° 32' 50 E.

## Società

### Evoluzione demografica
Al censimento del 2001 la popolazione di Anjugramam assommava a 9.355 persone, delle quali 4.639 maschi e 4.716 femmine. I bambini di età inferiore o uguale ai sei anni assommavano a 840, dei quali 426 maschi e 414 femmine. Infine, coloro che erano in grado di saper almeno leggere e scrivere erano 7.763, dei quali 3.997 maschi e 3.766 femmine.